# Каветчина (археологічна пам'ятка)
Каветчина — археологічна пам'ятка, слов'янське поселення 5—7 століть, одне з найраніших поселень склавинів (празько-корчацької культури). Входить до складу національного природного парку "Подільські Товтри".

## Розташування
Розташоване на терасі лівого берега річки Дністер, в урочищі Лука у Кам'янець-Подільському районі Хмельницької області поблизу села Каветчина.

## Дослідження
Розкопки проводив у 1974–1977 роках Олег Приходнюк.

## Загальний опис
Під час розкопок досліджено 27 житлових напівземлянок чотирикутної форми, площею 10—16 м² з пічками-кам'янками, 10 господарських будівель, 12 ям-льохів, 1 піч та 4 вогнища за межами будівель. Частина напівземлянок (16) із ліпними горщиками празького типу, глиняними сковородами та фрагментами гончарного черняхівського посуду датується 5 століттям, саме до цього періоду належить і знайдена тут залізна фібула з вузькою підв'язною ніжкою.